# Xã Newberry, Quận Miami, Ohio
Xã Newberry (tiếng Anh: Newberry Township) là một xã thuộc quận Miami, tiểu bang Ohio, Hoa Kỳ. Năm 2010, dân số của xã này là 6.449 người.